# Selenite (minerale)

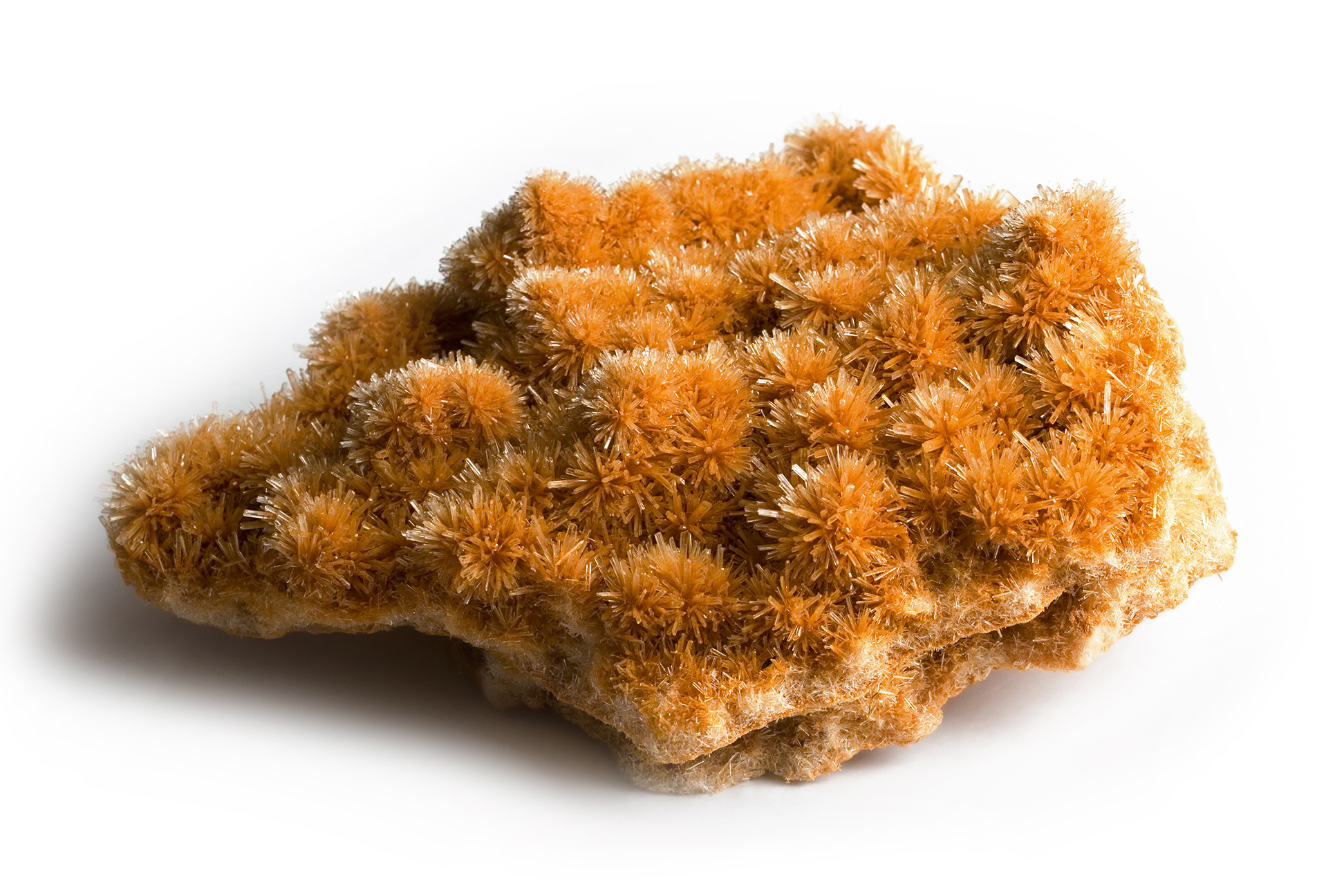
Un cristallo di selenite. Il campione è stato raccolto nel lago Torrens, un lago salato, oggi completamente prosciugato, dell'Australia Meridionale

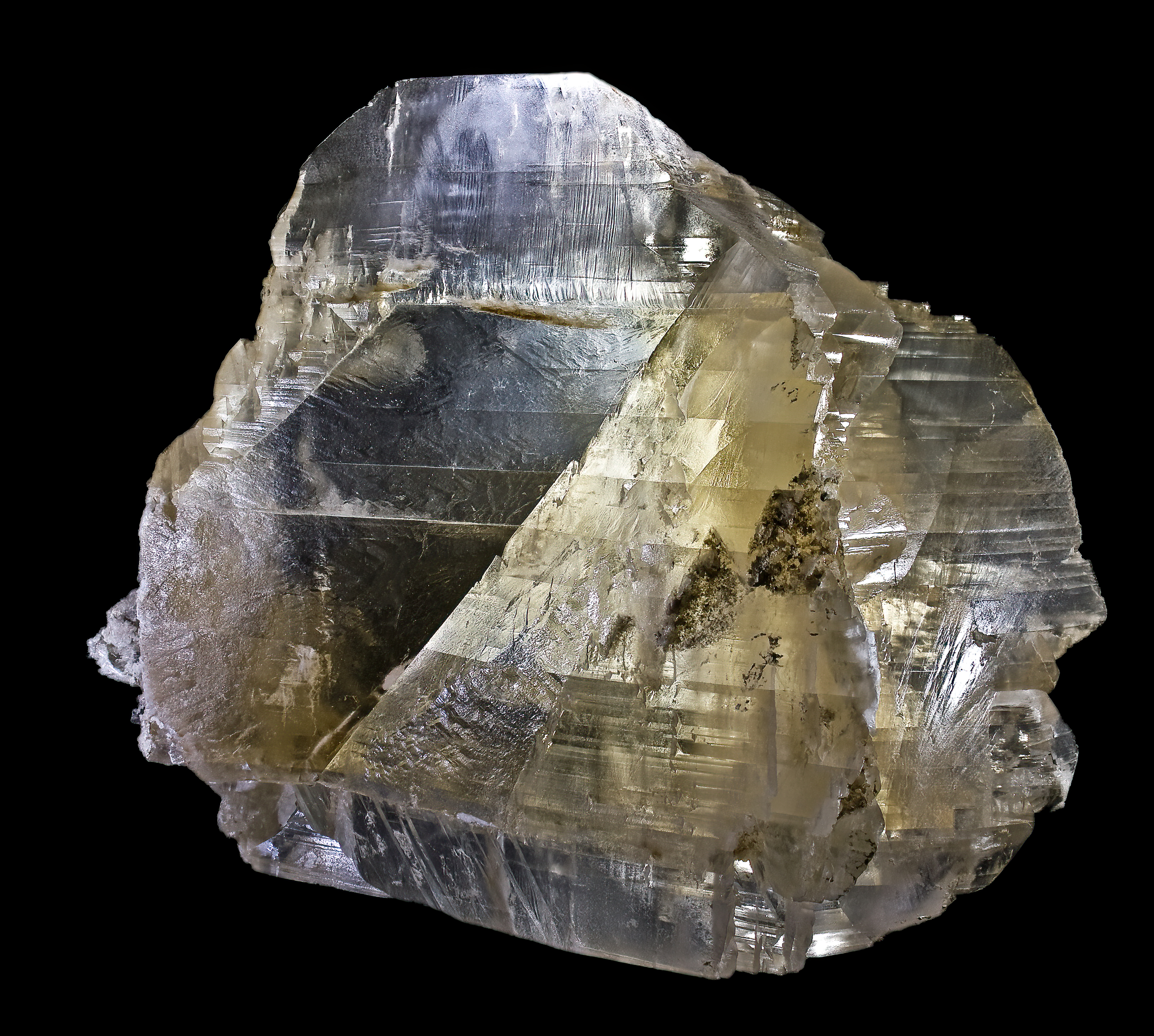
Scaglia di selenite

La selenite è una particolare varietà di gesso cristallino (gesso secondario), chimicamente solfato di calcio biidrato (CaSO4·2H2O), che ha la particolarità di depositarsi in strati. Si trova in natura in forma di scaglie trasparenti traslucide che vengono attraversate dalla luce, questa caratteristica dà origine al suo nome per via dell'utilizzo che i Greci ne fecero nella fabbricazione di lastre trasparenti che avessero funzione di vetro, ancora sconosciuto, da cui traspariva una luce simile a quella della luna (σεληνη selene in greco). 
Anche in epoca romana venne usato come materiale da costruzione per le finestre con il nome di lapis specularis quando la fabbricazione del vetro piano era ancora sconosciuta.
Macinata finemente e calcinata tra i 130 °C e 170 °C dà origine alla scagliola.
In Italia la selenite è molto diffusa nel territorio emiliano-romagnolo. Nel 2011 all'interno del Parco Regionale della Vena del Gesso Romagnola è stato identificata nella grotta della Lucerna la prima di una serie di miniere romane di lapis specularis. A Bologna il paesaggio circostante è dominato da colline di gesso/selenite le cui numerose cave hanno rifornito del prezioso minerale la città, che se ne è servita già dal periodo della dominazione romana. Esiste un'altra area di estrazione della selenite in Sicilia. La più elevata concentrazione di cave di lapis specularis in epoca romana è stata identificata in Spagna nei pressi della città di Segóbriga, ma anche in Tunisia, Cipro e nella regione della Cappadocia, nell'attuale Turchia, venivano sfruttate per l'estrazione del prezioso prodotto.
Plinio visitò le cave spagnole e ne scrisse ampiamente nella sua opera Naturalis historia.

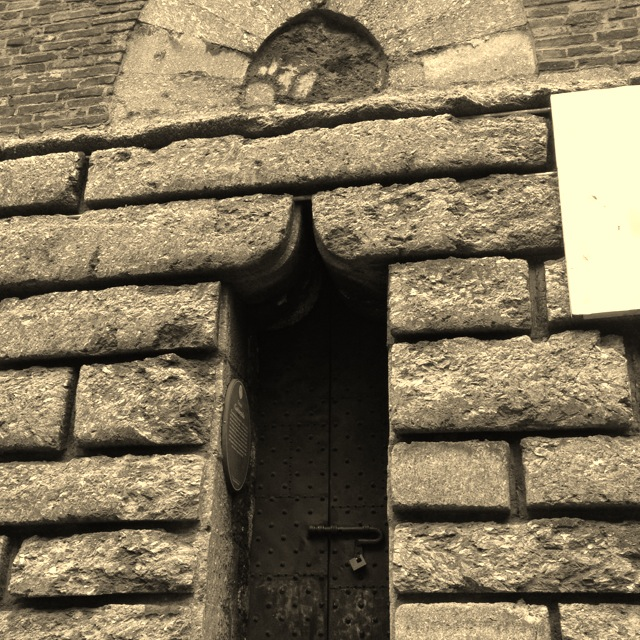
Bologna, Torre della Garisenda: basamento in blocchi di selenite